# Trafigura
Trafigura Beheer ou plus simplement Trafigura est une entreprise de courtage pétrolier et d'affrètement maritime spécialisée dans le courtage et le transport des matières premières. C'est dans ce secteur l'un des grands groupes mondiaux (avec Glencore, Vitol et Cargill). À la suite de l'affaire du Probo Koala, elle est jugée responsable, par un tribunal des Pays-Bas, qui la condamne le 23 décembre 2011 à verser des dommages et intérêts aux victimes.

## Histoire
Elle a été créée en 1993, par deux Français, Claude Dauphin et Eric de Turckheim.
En octobre 2016, Rosneft, Trafigura et UCP annoncent l'acquisition des activités pétrolières de Essar pour 12,9 milliards de dollars. Rosneft recevra une participation de 49 %, de même pour le duo Trafigura et UCP qui recevra également une participation de 49 %,.
Le 1er novembre 2024, le consortium « Rhône Energies »  créé par Trafigura et Entara LLC, a acheté à Esso SAF, la raffinerie de Fos-sur-Mer ainsi que les terminaux de Toulouse et Villette-de-Vienne pour un montant de 130 millions de dollars.
En novembre 2024, Trafigura est éclaboussé par un scandale sur les marchés pétroliers, d'un montant de 1,1 milliard de dollars. Dans le cadre de l'approvisionnement de la Mongolie en produits pétroliers, les courtiers de Trafigura ont surfacturé Trafigura et caché des impayés de distributeurs locaux.
Le 2 décembre 2024 commence le procès de Trafigura à Bellinzone à propos des faits  de corruption d’agent public en Angola, entre 2009 et 2011.

## Activité et siège social
Trafigura est l’un des plus grands marchands indépendants de pétrole et de métaux du monde. Son chiffre d'affaires est passé de 9 milliards de dollars en 2001 à 51 milliards en 2007, puis 120 milliards en 2012 (selon Forbes). La société se classe au troisième rang mondial des entreprises indépendantes dans le secteur du négoce pétrolier. La société a 51 bureaux dans 36 pays.
Le centre opérationnel de Trafigura est à Genève, l'adresse fiscale est à Amsterdam, le siège social à Lucerne en Suisse. 

La société Trafigura a son siège administratif à Amstelveen, dans la banlieue d’Amsterdam. C’est uniquement pour des raisons d'optimisation fiscale que l’entreprise mère est immatriculée aux Pays-Bas depuis sa création en 1993.
Il a pour actionnaires principaux des sociétés basées à Jersey, à Malte et dans les Antilles néerlandaises.

## Affaires

### Affaire duProbo Koala
En août 2006, Trafigura affréte le Probo Koala, qui transporte en Côte d'Ivoire des déchets de type slop pour y être traités. Ils sont déversés dans diverses décharges autour d'Abidjan.
Selon Trafigura, les déchets incriminés sont un mélange d'hydrocarbures, d'eau et de soude caustique résultant du nettoyage des cuves du navire (mélange appelé « Chemical slop »). La firme assure avoir communiqué aux autorités ivoiriennes la nature des déchets et dit s'être assurée au préalable de leur « élimination sûre ». Les experts qui ont analysé les déchets indiquent qu'ils semblent renfermer du sulfure d'hydrogène (H2S), un composé chimique qui peut être mortel à forte concentration.
Cependant, d'autres analyses, faites par le laboratoire Saybolt à la demande de Trafigura, indiquent que la présence d'hydrogène sulfuré est en dessous de seuil de détection. De plus, la société Amsterdam Port Service (APS), où le Probo Koala a séjourné, n'a jamais fait mention de cette substance.
Les résidus chimiques du Probo Koala déversés à Abidjan en août 2006 sont déjà dans les soutes lorsque le bateau quitte Amsterdam, au début du mois de juillet 2006. La société refuse leur traitement à Amsterdam, jugé trop long et trop coûteux. Les services de l'environnement d'Amsterdam tentent de faire immobiliser le navire, mais se heurtent à leur propre administration nationale. Les services chargés de l'inspection des navires laissent en tout cas le tanker faire route vers l'Estonie, puis le Nigeria et la Côte d'Ivoire.
À Abidjan, la société Puma Energy, filiale de Trafigura et spécialisée dans le stockage pétrolier, prend contact avec la société Waibs. Cet agent maritime lui conseille de faire affaire avec la société Compagnie Tommy, agréée depuis le 12 juillet 2006. Compagnie Tommy récupère les résidus chimiques et se charge de l'épandage des produits.
Compagnie Tommy avait reçu tous les agréments nécessaires de la part du gouvernement ivoirien et du Port Autonome d'Abidjan pour réaliser cette prestation. Toutes les procédures liées au déchargement du contenu des cuves ont été validées par les autorités ivoirienne, le Port Autonome d'Abidjan et le service des Douanes.
Au lieu de transporter les résidus chimiques pour qu'ils soient traités, les camions citernes mandatés par Compagnie Tommy déchargent directement leur contenu sur 11 sites autour de la ville d'Abidjan et plus particulièrement sur la décharge d'Akouedo. Ces sites ne sont pas équipés pour traiter de tels produits.
Dès que la pollution est connue, deux dirigeants français de Trafigura, Claude Dauphin et Jean-Pierre Valentini décident de se rendre à Abidjan, selon eux pour apporter leur aide au gouvernement ivoirien afin de trouver les solutions adaptées pour procéder à la dépollution des sites.
Le 16 septembre 2006, ils sont tous deux interpellés à l'aéroport Félix Houphouët-Boigny d'Abidjan, en raison de leur appartenance à la société qui a affrété le Probo Koala. Ils sont remis à la police judiciaire ivoirienne, qui les interroge, puis mis à la disposition du procureur de la République. Ils sont inculpés le 19 septembre 2006 pour infraction à la législation sur les déchets toxiques et empoisonnement, et sont placés en détention provisoire.
En février 2007, Trafigura s'engage à verser cent milliards de francs CFA (152 millions d'euros) à l'État ivoirien, celui-ci lui garantissant d'abandonner en contrepartie toutes les poursuites judiciaires. Trois de ses dirigeants, dont les deux Français incarcérés depuis septembre 2006, sont alors été libérés. Le procès s'ouvre en septembre 2008 à Abidjan. Aucun salarié de Trafigura n'est inquiété.
Le 23 juillet 2010, Trafigura est condamné à 1 million d'euros d'amende par un tribunal d'Amsterdam ; la condamnation est confirmée en appel en décembre 2011.
Dans un rapport commun publié en septembre 2012, « une vérité toxique », l'organisation non gouvernementale Amnesty International et Greenpeace affirment, sur la base d'une enquête de terrain, que cette affaire est « un déni de justice qui continue ». Les deux ONG montrent que les victimes n'ont été ni soignées ni indemnisées correctement. Si l'État ivoirien porte une part de responsabilité, Trafigura aussi, estiment les ONG, qui demandent au Royaume-Uni d'ouvrir une enquête sur Trafigura Limited, et au gouvernement ivoirien de réexaminer la légalité de l'accord d'indemnisation controversé conclu en 2007.

### Affaire Pétrole contre nourriture
La justice néerlandaise enquête contre la société pour son implication dans le programme Pétrole contre nourriture des Nations unies, en Irak, présidée par Saddam Hussein. Elle aurait transporté plus de pétrole qu'autorisé entre 1996 et 2003.

#### Commissions de Kojo Annan
L'entreprise aurait versé des commissions aux anciens dirigeants irakiens ainsi qu'à Kojo Annan, le fils du secrétaire général des Nations unies Kofi Annan. Kojo Annan aurait reçu 247 000 euros de commissions. Trafigura nie toute implication, affirmant qu'elle a participé à une fraude malgré elle et que l'ONU avait constaté qu'elle avait été abusée.

#### Affaire de l'Essex
L'affaire du pétrolier Essex est une fraude portant sur 500 000 barils de pétrole irakien, en 2001, associant le courtier Trafigura et la société Ibex Energy dirigée par Jean Paul Cayre.
En contournement de l'embargo, le pétrole a été chargé en surplus (« surlifting ») à bord du supertanker Essex. L'Essex est intercepté par les autorités américaines, aux larges des Antilles.
Le 25 mai 2006, devant un tribunal de Houston (Texas), Trafigura plaide coupable et reconnaît avoir violé la loi fédérale américaine et l’embargo des Nations unies dans le cadre du programme Pétrole contre nourriture. Trafigura accepte de payer deux fois 9,9 millions de dollars d’amende. La première tranche de cette somme correspond aux profits tirés de ces ventes frauduleuses et la seconde à des pénalités.

### Afrique
Omniprésente sur le marché mondial du pétrole, Trafigura est très active en Afrique, où elle commercialise le pétrole de plusieurs pays tels que le Congo-Brazzaville, l’Angola et le Cameroun. Comme Glencore, dont beaucoup de ses membres sont issus, elle a développé le système des préfinancements pétroliers qui est à l'origine du surendettement et de la kleptocratie qui handicapent ces pays.
Trafigura fait aussi face à des accusations en Afrique du Sud et au Congo-Brazzaville. Trafigura aurait mis en place des sociétés-écrans pour dissimuler des fraudes et des rachats de réserves pétrolières à des prix bradés.
En septembre 2016 une enquête de l'ONG Public eye révèle que Trafigura profite des normes en vigueur dans certains pays d'Afrique pour y écouler depuis 30 ans du carburant toxique, notamment à haute teneur en soufre : « les carburants écoulés en Afrique ont une teneur en soufre entre 200 et 1 000 fois plus élevée qu’en Europe, mettant gravement en péril la santé de populations exposées aux particules fines et à d’autres substances chimiques cancérigènes. » Ce carburant toxique provient de l'ajout au carburant, par l'entreprise, de substances toxiques très bon marché, ce qui lui permet d'augmenter ses gains. Ces mélanges ont lieu à Rotterdam, Anvers ou Amsterdam, voire en mer à proximité des ports africains.
Présent dans le cobalt depuis 2016, Trafigura serait en 2018 le premier négociant de ce métal, utilisé notamment dans les téléphones mobiles et les batteries. Au contraire de la société Glencore, Trafigura s'approvisionne auprès de mineurs artisanaux, tout en encadrant leurs travaux, ce qui a entraîné des controverses concernant les conditions de travail de ces mineurs.

#### Affaire Kensington ou Affaire Gokana
Trafigura est apparue lors de différentes procédures judiciaires à Londres et New York, dans le dossier baptisé « Affaire Kensington » ou « Affaire Gokana ». Il s'agit de l'utilisation d'un réseau des sociétés-écrans utilisées par des dirigeants de la République du Congo pour vendre du pétrole sur les marchés internationaux, en échappant aux saisies de créanciers réclamant leur dû. (Voir Denis Gokana et Affaire Gokana)
Trafigura dispose dans ce pays d’une filiale baptisée Puma-Congo, dont le nom rappelle celuis de Puma Energy, son correspondant en Côte d’Ivoire. Trafigura contrôlerait Puma-Congo à 50 %, les autres 50 % seraient détenus par de proches de Denis Sassou-Nguesso, en particulier Bruno, neveu du président, et Antoinette, la belle-sœur du chef d’État.

#### Afrique du Sud
Enfin, en 2000, Trafigura est impliquée dans le scandale des réserves pétrolières stratégiques de l’Afrique du Sud, que la compagnie a pu racheter à prix « bradé » avec la complicité de décideurs locaux. L’affaire, qui se solde par une perte de 30 millions de dollars pour les finances des contribuables sud-africains, se réglera à l’amiable deux ans plus tard.
Trafigura nie aussi les accusations relevées à son encontre en Afrique du Sud.

#### Affaire de corruption en Angola
En juillet 2020, la justice suisse ouvre une instruction pénale pour suspicion de versements de plus de 4 millions de dollars de pots-de-vin versés en Angola entre 2009 et 2011. Les investigations révèlent l’implication, outre celle de Trafigura, de trois individus : un ancien membre exécutif du conseil d’administration de Sonangol Distribuidora, un ancien intermédiaire en Angola et un ancien cadre dirigeant de Trafigura.
Le 6 décembre 2023, le ministère public suisse assure avoir déposé un acte d'accusation à l'encontre des trois individus en cause ainsi que de la société Trafigura, qui devront donc se défendre devant le tribunal pénal fédéral. La société est condamnée pour ces faits le 31 janvier 2025. 

## Dirigeants
Ses dirigeants actuels sont publiés sur le site Web de la compagnie.
Parmi eux :
- Claude Dauphin, cofondateur de Trafigura avec Eric de Turckheim, il a été formé à l'école de l'homme d'affaires américain Marc Rich. Il est le principal dirigeant de Trafigura Beheer BV. Claude Dauphin est également l'actionnaire principal de Guy Dauphin Environnement, entreprise de recyclage de déchets basée près de Caen. Le 16 septembre 2006, Claude Dauphin et Jean-Pierre Valentini, ont été interpellés à l'aéroport Houphouët-Boigny d'Abidjan, dans les suites de l'affaire du Probo Koala.
- Noam-Jaïs Revah cofondateur de Trafigura,ingenieur et ancien trader chez Goldman Sachs.
- Eric de Turckheim, cofondateur de Trafigura, également formé à l'école Marc Rich.
- Jean-Pierre Valentini, ancien dirigeant de Trafigura, a été mis en examen en janvier 2021 pour ses liens avec la bande du Petit Bar d'Ajaccio et son implication supposée dans des opérations de blanchiment. Sa culpabilité n'a toutefois encore jamais été établie en mars 2025.

## Liens
- Soco International : Dans son livre Chirac et les 40 menteurs… publié chez Albin Michel en 2006, l'écrivain Jean Montaldo révèle que Trafigura contrôle 50 % d'une société, Quantic, basée aux Bahamas, laquelle serait un « éminent actionnaire » de Soco International, la compagnie de trading et d'extraction pétrolière de Patrick Maugein[22].

## Filiales
- Puma Energy (Côte d'Ivoire). Puma Energy a servi d'intermédiaire au moment de l'arrivée du navire Probo Koala en Côte d'Ivoire (voir Affaire du Probo Koala). Le directeur de Puma Energy Côte d'Ivoire, le capitaine N'Zi Kablan, fait partie des sept personnes incarcérées dans le cadre de l'enquête.